# Estuquismo

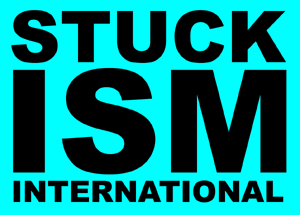
Logotipo do Stuckismo como mostra a página na Internet

O estuquismo ou stuckismo é um movimento de arte internacional fundado em 1999 por Billy Childish e Charles Thomson para promover o figurativismo em oposição à arte conceitual. O primeiro grupo, composto por 13 artistas ingleses, tem desde então se expandido. Em julho de 2011 havia 220 grupos em 50 países.
Depois de exposições principalmente em pequenas galerias em Shoreditch, Londres, os estuquistas obtiveram sua primeira exposição em um renomado museu público em 2004, a Walker Galeria de Arte, como parte da Bienal de Liverpool. Eles organizaram exposições e ganharam a atenção da mídia por comentários e demonstrações críticas, particularmente no lado de fora da galeria Tate Britain, contra o Prêmio Turner, algumas vezes vestidos em uma fantasia de palhaço. Eles também firmaram sua posição contrária ao Young British Artists, um grupo de arte conceitual patrocinado por Charles Saatchi.
Outras campanhas do grupo incluem a posição na eleição geral de 2001, a denúncia de Charles Saatchi ao órgão de antitruste do governo do Reino Unido para reclamar de seu controle no mundo da arte (a denúncia não foi mantida) e utilizar da Legislação sobre liberdade de informação do Reino Unido para acusar o curador da Galeria Tate, protesto que causou furor na mídia sobre a compra da instalação de Chris Ofili, The Upper Room, que levou à repreensão da galeria pela comissão de caridade do governo britânico.
Apesar da pintura ser a forma artística dominante no estuquismo, artistas utilizam outras mídias tais como a fotografia, escultura, filmagem e colagem, apoiando assim o movimento estuquista na oposição ao conceitualismo e à arte egocêntrica.